# Six Nations Cup 2012
De Six Nations Cup 2012 is een dartstoernooi georganiseerd door de England Darts Organisation (EDO), uitgevoerd onder auspiciën van de British Darts Organisation (BDO). Het toernooi werd gehouden van 24 februari 2012 tot en met 26 februari 2012 in de The Marine Hall and Waterfront Venue in Fleetwood, Lancashire, Engeland.

## Six Nations-opstellingen

### Mannen
| 1                                                                                       | 2                                                                                             | 3                                                                                             |
| --------------------------------------------------------------------------------------- | --------------------------------------------------------------------------------------------- | --------------------------------------------------------------------------------------------- |
| Engeland Martin Adams Tony O'Shea Scott Waites Garry Thompson Martin Atkins John Walton | Ierland Martin McCloskey Sean McGowan Terry McNulty Jason Cullen Steve McDonnell David Murphy | Nederland Christian Kist Jan Dekker Wesley Harms Rick Hofstra Salmon Renyaan Remon Hurrebrink |
| 4                                                                                       | 5                                                                                             | 6                                                                                             |
| Noord-Ierland Barry Copeland Gary Elliot Darren Clifford Daryl Loughery John Elder      | Schotland Ross Montgomery Craig Baxter Stewart Rattray Alan Soutar Harry Todman Ewan Hyslop   | Wales Martin Phillips Wayne Warren Stephen Cake Kevin Thomas Jonny Clayton                    |

### Vrouwen
| 1                                                               | 2                                                                  | 3                                                                         |
| --------------------------------------------------------------- | ------------------------------------------------------------------ | ------------------------------------------------------------------------- |
| Engeland Trina Gulliver Lisa Ashton Lorraine Farlam Deta Hedman | Ierland Olive McIntytre Angela De Ward Caroline Breen Helen Malone | Nederland Aileen de Graaf Karin Krappen Floortje van Zanten Tamara Schuur |
| 4                                                               | 5                                                                  | 6                                                                         |
| Noord-Ierland Grace Crane Veronica Bintley Jennifer Mullan      | Schotland Frances Lawson Louise Hepburn Lynn Cowan Jenni Tully     | Wales Julie Gore Rhian Edwards Michelle Webber                            |

## Groepsfase vrouwen
vrijdag 24 februari 2012
- Groep 1
  -  Nederland -  Schotland 8-1
  -  Schotland -  Wales 1-8
  -  Wales -  Nederland 6-3

- Groep 2
  -  Ierland -  Noord-Ierland 6-3
  -  Noord-Ierland -  Engeland 2-7
  -  Engeland -  Ierland 8-1

## Groepsfase mannen
zaterdag 25 februari 2012
- Groep 1
  -  Noord-Ierland -  Engeland 11-14
  -  Engeland -  Nederland 14-11
  -  Nederland -  Noord-Ierland 19-6

- Groep 2
  -  Ierland -  Schotland 14-11
  -  Schotland -  Wales 12-13
  -  Wales -  Ierland 16-9

## Knock-out vrouwen en mannen
zondag 26 februari 2012
- 5e / 6e plaats
  -  Schotland -  Noord-Ierland 5-2 (vrouwen)
  -  Noord-Ierland -  Schotland 9-13 (mannen)
- halve finale
  -  Wales -  Ierland 5-1 (vrouwen)
  -  Engeland -  Nederland 5-1 (vrouwen)
  -  Engeland -  Ierland 13-10 (mannen)
  -  Wales -  Nederland 13-10 (mannen)
- finale
  -  Engeland -  Wales 5-2 (vrouwen)
  -  Wales -  Engeland 7-13 (mannen)